# Châteauneuf-sur-Sarthe
Châteauneuf-sur-Sarthe ist eine Ortschaft und eine Commune déléguée in der französischen Gemeinde Les Hauts-d’Anjou mit 3.067 Einwohnern (Stand: 1. Januar 2022) im Département Maine-et-Loire und in der Region Pays de la Loire. Die Einwohner werden Castelneuviens genannt.

## Geografie
Der OrtChâteauneuf-sur-Sarthe liegt etwa 23 Kilometer nordnordöstlich von Angers am Fluss Sarthe in der Segréen. Umgeben wird Châteauneuf-sur-Sarthe von den Nachbarorten Contigné im Nordwesten und Norden, Brissarthe im Norden und Nordosten, Étriché im Osten und Südosten, Juvardeil im Süden und Südwesten sowie Cherré im Westen und Nordwesten.
Durch die Commune déléguée führen die früheren Routes nationales 159bis (heutige D859) und 770 (heutige D770).

## Geschichte
Zum 1. Januar 2019 wurde Châteauneuf-sur-Sarthe in die Commune nouvelle Les Hauts d’Anjou eingegliedert und dabei deren Schreibweise mit Bindestrichen eingeführt. Die Gemeinde gehörte zum Kanton Tiercé  im Arrondissement Segré. Der Verwaltungssitz wurde in die neue Commune déléguée Châteauneuf-sur-Sarthe verlegt.

## Bevölkerungsentwicklung
| Jahr                       | 1962 | 1968 | 1975 | 1982 | 1990 | 1999 | 2006 | 2012 |
| -------------------------- | ---- | ---- | ---- | ---- | ---- | ---- | ---- | ---- |
| Einwohner                  | 1338 | 1665 | 2061 | 2555 | 2370 | 2409 | 2656 | 3136 |
| Quellen: Cassini und INSEE |      |      |      |      |      |      |      |      |

## Sehenswürdigkeiten
- Kirche Notre-Dame, seit 1972 Monument historique
- Schloss Châteauneuf
- Schloss Le Margat
- Schloss La Buronière

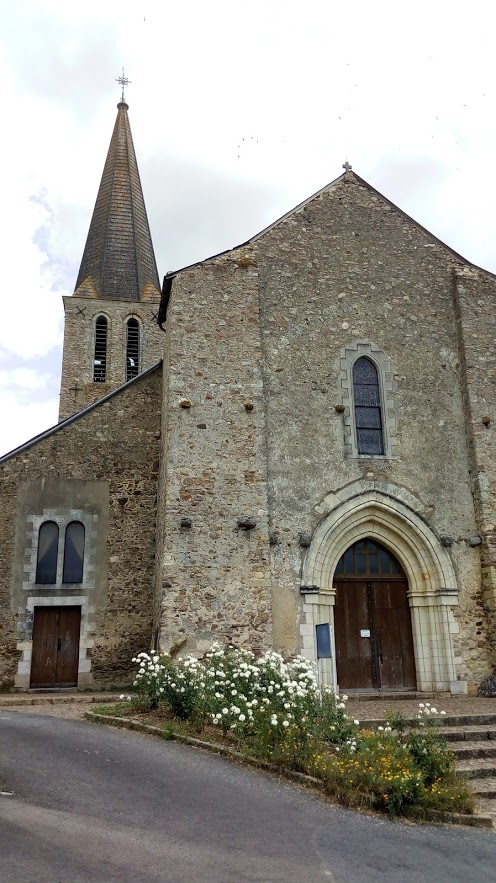
Kirche Notre-Dame
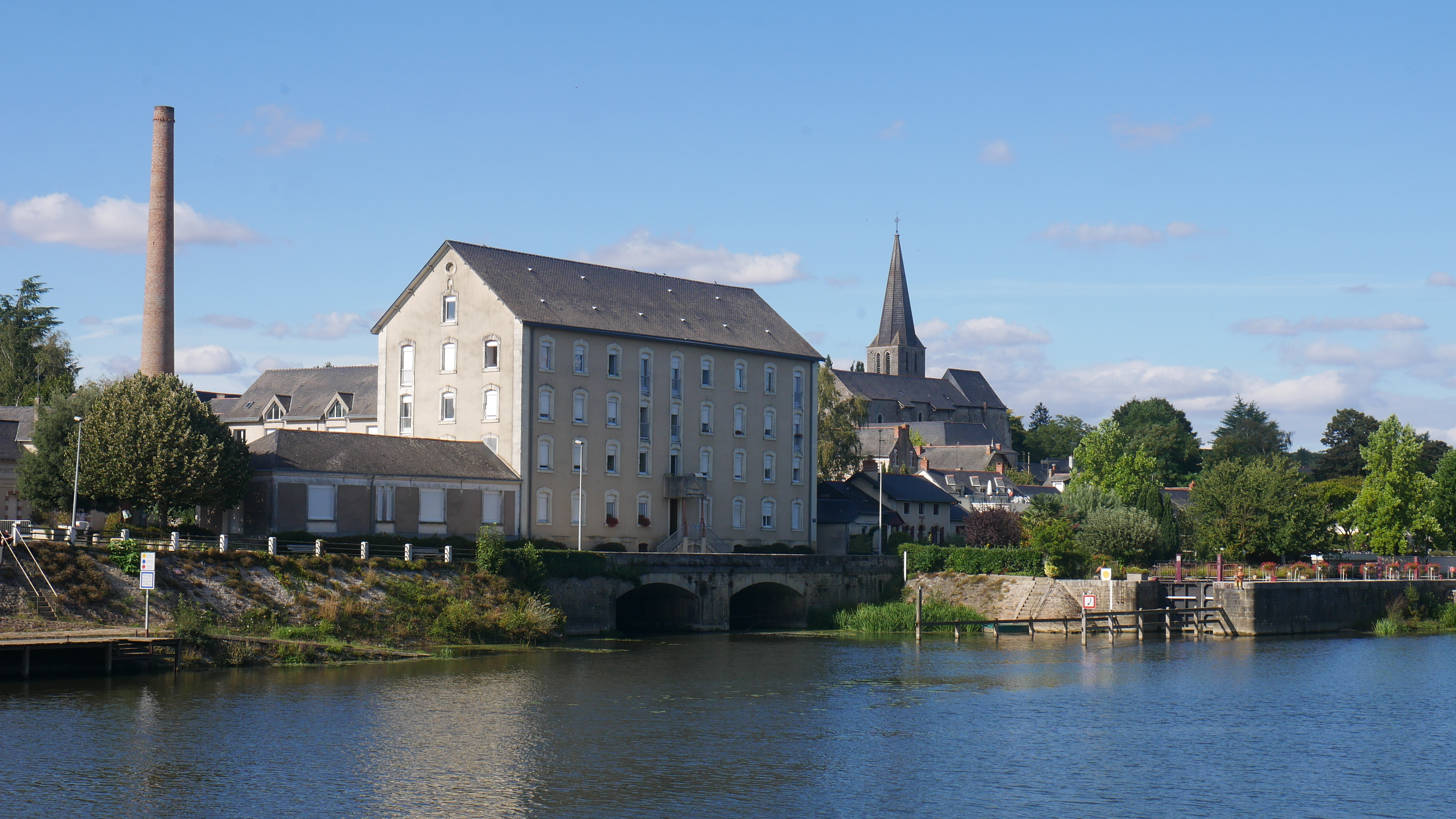
Wassermühle
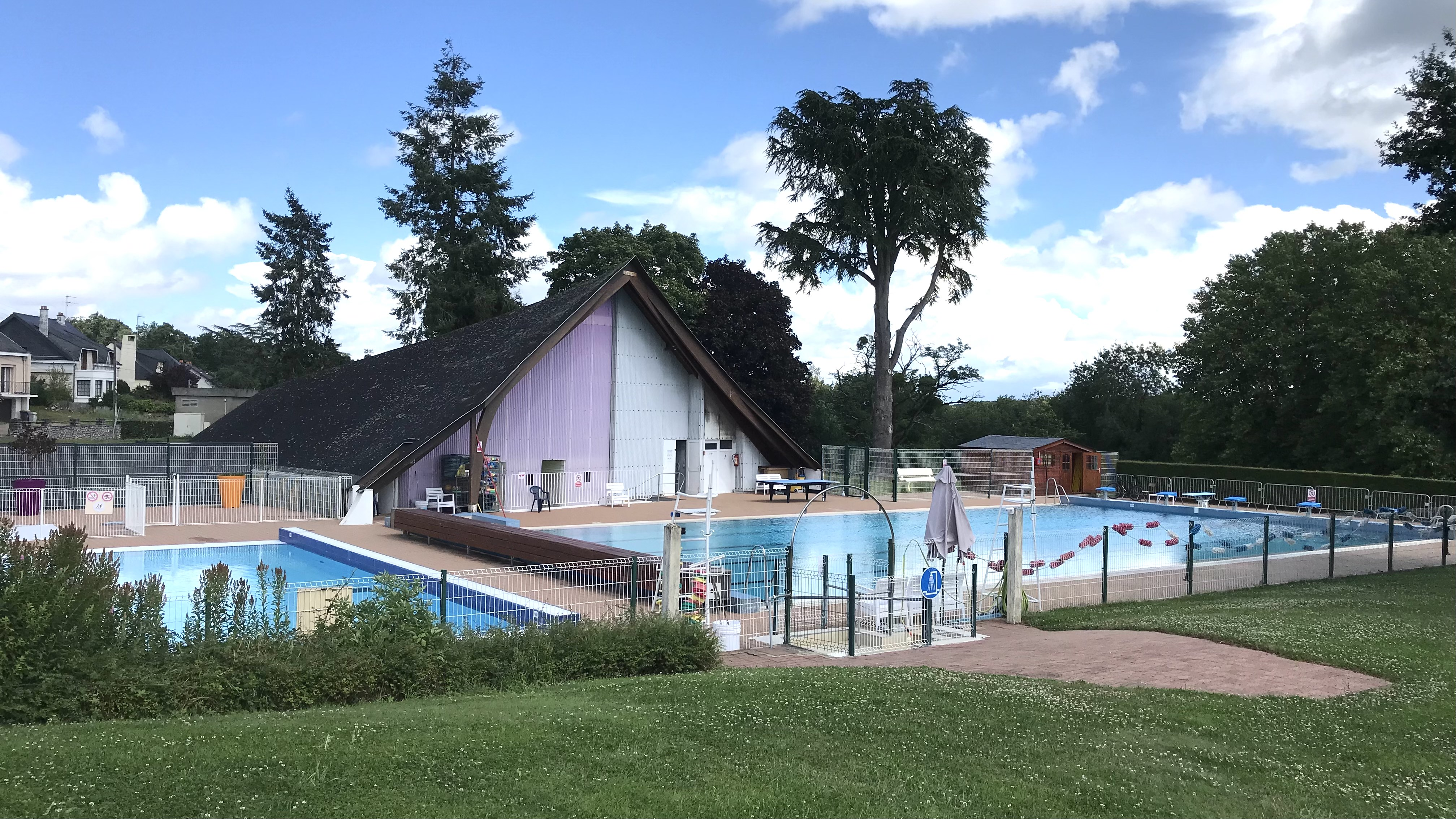
Schwimmbad

## Gemeindepartnerschaft
Mit der spanischen Gemeinde Castejón in der Provinz und Region Navarra besteht eine Partnerschaft.